# Alive and Kicking
Alive and Kicking – album anarcho-punkowego zespołu Oi Polloi ze Szkocji. Materiał został wydany przez Step-1 Records w 2003 roku.

## Lista utworów
1. Americans Out
2. Free the Henge
3. Hunt The Rich
4. Nuclear Waste
5. When Two Men Kiss
6. Kill the Bill
7. The Only Release
8. Let the Boots do the Talking
9. Victims of a Gas Attack
10. THC
11. Don't Burn the Witch
12. Wille McRea
13. They Shoot Children Don't They
14. Boot Down the Door
15. Guilty
16. George Bush Fuck You
17. The Right to Choose
18. Nazi Scum
19. Punx Picnic